# Vik Sahay
Vikram Sahay es un actor canadiense mejor conocido por interpretar a Kevin Calvin en Radio Active, Lester Patel en la serie de televisión Chuck de NBC y Rama en la saga Roxy Hunter.

## Vida y carrera
Vik Sahay nació en Ottawa, Ontario,  de padres indios, y asistió a la Canterbury High School of the Arts en Ottawa. Luego estudió interpretación teatral en la Universidad Concordia de Montreal.
Aprendió a realizar danza clásica india con su hermano Sidharth Sahay. En 1986 y 1987, apareció en tres episodios del programa de televisión infantil You Can't Do That on Television. También apareció en la serie de televisión Radio Active, interpretando al comentarista deportivo Kevin Calvin. Basado en ese trabajo, fue seleccionado para aparecer en Our Hero como Dalal Vidya, por lo que fue nominado al Premio Canadiense de Comedia en 2002. Posteriormente, también interpretó al abogado Anil Sharma en la serie de CBC This is Wonderland durante su segunda y tercera temporada.
Sahay ha aparecido en películas como Roxy Hunter and the Mystery of the Moody Ghost, Good Will Hunting, EXistenZ, Hollow Point, Rainbow, The Ride, Wings of Hope, The Rocker, Amal, y Afghan Luke. Interpretó a Lester Patel, la mitad "HinJew" de Jeffster! , en la serie de televisión Chuck. Interpretó el papel de Prateek Duraiswamy (el jefe de Stifler) en la película American Pie: El reencuentro. Fue una estrella invitada como sospechoso de asesinato en el episodio 13 de la temporada 8 de Bones de FOX. En 2016 tuvo un papel de estrella invitada en el revival de The X-Files.

### Vida personal
Sahay divide su tiempo entre Los Ángeles y Toronto.

## Filmografía

### Cine
| Año  | Título                       | Papel                           | Notas                       |
| ---- | ---------------------------- | ------------------------------- | --------------------------- |
| 1996 | Rainbow                      | Tigre #3                        |                             |
| 1996 | Hollow Point                 | Livingston's assistant          |                             |
| 1997 | Good Will Hunting            | Nemesh/Estudiante del M.I.T. #3 | Acreditado como "Vic Sahay" |
| 1999 | EXistenZ                     | Asistente masculino             |                             |
| 2001 | Wings of Hope                | Ricky                           |                             |
| 2005 | Murder Unveiled              | Bindri                          |                             |
| 2007 | Amal                         | Vivek Jayaram                   |                             |
| 2008 | The Rocker                   | Gary                            |                             |
| 2008 | Time Bomb                    | Samir/Habib                     |                             |
| 2011 | Afghan Luke                  | Imran Sahar                     |                             |
| 2012 | American Pie: El reencuentro | Prateek Duraiswamy              |                             |
| 2013 | Mi gran aventura sexual      | Dandak Sajal                    |                             |
| 2014 | Wer                          | Eric Sarin                      |                             |
| 2016 | A Date with Miss Fortune     | Wilson                          |                             |
| 2018 | Sharon 1.2.3.                | Drew                            |                             |
| 2018 | In Heaven's Hands            | Bare Qasai                      |                             |
| 2019 | Capitana Marvel              | Hero Torfan                     |                             |
| 2022 | Bar Fight!                   | Dick                            |                             |
| 2023 | It Lives Inside              | Inesh                           |                             |

### Televisión
| Año       | Título                                         | Papel           | Notas                                 |
| --------- | ---------------------------------------------- | --------------- | ------------------------------------- |
| 1986–1987 | You Can't Do That On Television                | Vikram          | 5 episodios                           |
| 1996      | Everything to Gain                             | Roland Jellico  | Película de televisión                |
| 1997      | Balls Up                                       | Debdash         | Película de televisión                |
| 1997      | Platinum                                       | Anthony Medeci  | Película de televisión                |
| 1998–1999 | Radio Active                                   | Kevin Calvin    | 26 episodios                          |
| 2000      | The Ride                                       |                 | Película de televisión                |
| 2000–2002 | Our Hero                                       | Dalal Vidya     |                                       |
| 2005      | This Is Wonderland                             | Anil Sharma     | 21 episodios                          |
| 2007      | Roxy Hunter and the Mystery of the Moody Ghost | Ramma           | Película de televisión                |
| 2007–2012 | Chuck                                          | Lester Patel    | Personaje regular; 80 episodios       |
| 2008      | Roxy Hunter and the Myth of the Mermaid        | Ramma           | Película de televisión                |
| 2008      | Roxy Hunter and the Secret of the Shaman       | Ramma           | Película de televisión                |
| 2008      | Roxy Hunter and the Horrific Halloween         | Ramma           | Película de televisión                |
| 2013      | Bones                                          | Akshay Mirza    | Episodio: "The Twist in the Plot"     |
| 2013      | El mentalista                                  | Nicholas Vashum | Episodio: "Black-Winged Redbird"      |
| 2013-2014 | Sean Saves the World                           | Howard          | Recurrente                            |
| 2013-2014 | NCIS                                           | Ajay Khan       | Episodios: "Canary" and "House Rules" |
| 2016      | The X-Files                                    | Gupta           | Episodio: "Founder's Mutation"        |
| 2016      | Lucifer                                        | Ray Codfree     | Episodio: "Sin-Eater"                 |
| 2016      | Quest For Truth                                | VIk             | Película de televisión                |
| 2017      | Grimm                                          | Dr. Sanji Raju  | Episodio: "The Son Also Rises"        |
| 2017      | Preacher                                       | Frank Patel     | Episodio: "Mumbai Sky Tower"          |
| 2018      | Scorpion                                       | Raja Bhatt      | Episodio: "Dumbster Fire"             |
| 2018-2019 | Lodge 49                                       | Tarquin         | Recurrente; 7 episodios               |

Videojuegos
| Año  | Título | Papel    | Notas |
| ---- | ------ | -------- | ----- |
| 2019 | Anthem | Matthias | [ 8 ] |